# Koziegłowy (Czerwonak)

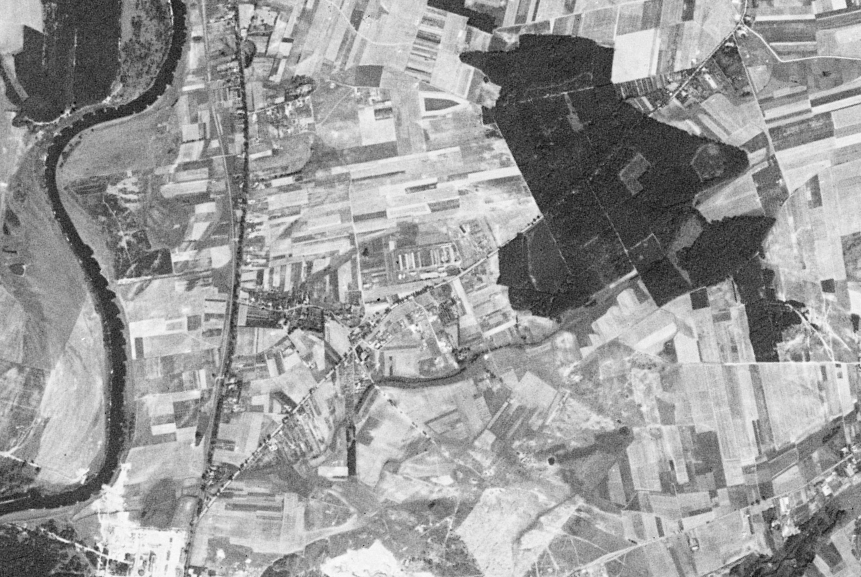
Flugaufnahme von Koziegłowy (1965)

Koziegłowy (deutsch 1943–45 Ziegenhagen) ist ein Dorf  in der Woiwodschaft Großpolen. Es liegt 4 Kilometer nördlich der Messe- und Handelsstadt Poznań (Posen). Koziegłowy gehört zur Gemeinde Czerwonak im Landkreis Poznański. Der Ort hat ca. 10.000 Einwohner und zählt zu den größten Dörfern in Polen.

## Geschichte
Das Dorf wurde 1296 das erste Mal schriftlich erwähnt. Im Mittelalter gehörte es dem Erzbistum Posen.